# Annie Broadbent
Annie Broadbent (* 9. Juni 1908 in Halifax; † 14. Januar 1996 ebenda) war eine britische Turnerin.

## Erfolge
Annie Broadbent nahm 1928 an den Olympischen Spielen in Amsterdam teil und gehörte bei diesen zur britischen Turnriege im Mannschaftsmehrkampf, bei dem insgesamt fünf Mannschaften antraten. Den Wettkampf schlossen die Britinnen mit 258,25 Punkten auf dem dritten Platz ab, hinter den siegreichen Niederländerinnen, die mit 316,75 Punkten Olympiasiegerinnen wurden, und den mit 289 Punkten zweitplatzierten Italienerinnen. Dahinter folgten die Mannschaften Ungarns und Frankreich. Broadbent erhielt somit zusammen mit Lucy Desmond, Margaret Hartley, Amy Jagger, Queenie Judd, Jessie Kite, Midge Moreman, Carrie Pickles, Ethel Seymour, Ada Smith, Hilda Smith und Doris Woods die Bronzemedaille.
Ihre Olympianominierung erhielt Broadbent nach ihrem ersten Platz bei den Meisterschaften in Yorkshire und dem zweiten Platz hinter Carrie Pickles bei der Northern Counties Championship. Um an den Spielen teilzunehmen, nahm Broadbent, die in Halifax bei der Ramsden-Brauerei arbeitete, ihren gesamten Jahresurlaub. Von 1929 an gewann sie mit ihrem Verein, dem Halifax RES, drei nationale Meisterschaftstitel in Folge. Im Einzel sicherte sie sich 1930 ihren einzigen Titelgewinn.